# Furacão Celia (2010)
O furacão Celia foi um poderoso furacão de categoria 5 que surgiu no início da Temporada de ciclones no Pacífico de 2010. O fenômeno permaneceu sobre as águas abertas do Oceano Pacífico durante o final de junho daquele ano. Se formou a partir de uma onda tropical cerca de 595 km a sudeste de Acapulco, no México. Em 18 de junho, Celia rapidamente se organizou e uma profunda convecção se consolidou em torno do seu centro, atingindo o status de furacão em 20 de junho.

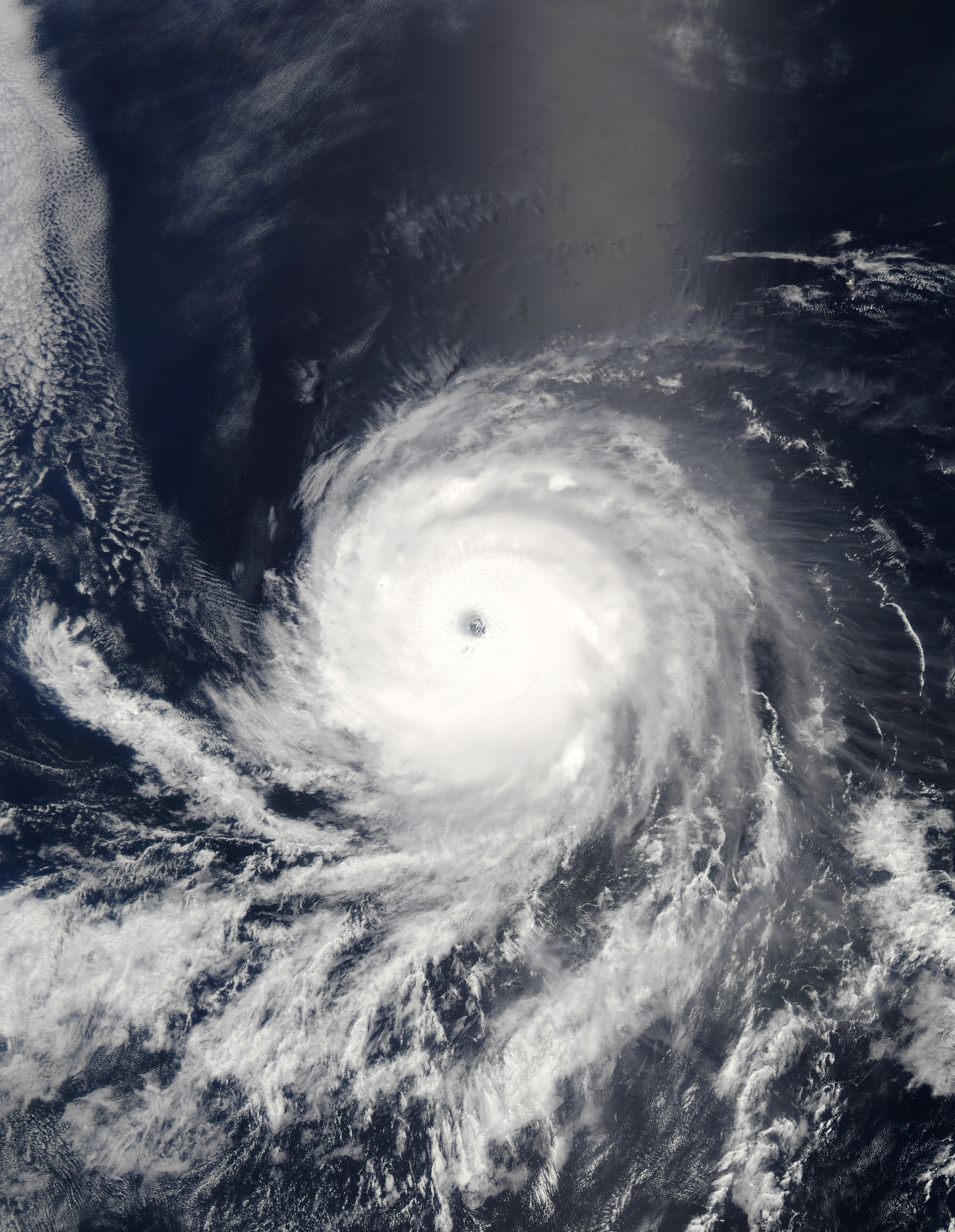
Furacão Celia com furacão de categoria 4 em 24 de junho